# Coelogyne rumphii
Coelogyne rumphii är en orkidéart som beskrevs av John Lindley.
Coelogyne rumphii ingår i släktet Coelogyne och familjen orkidéer. Artens utbredningsområde är Moluckerna. Inga underarter finns listade i Catalogue of Life.

## Bildgalleri

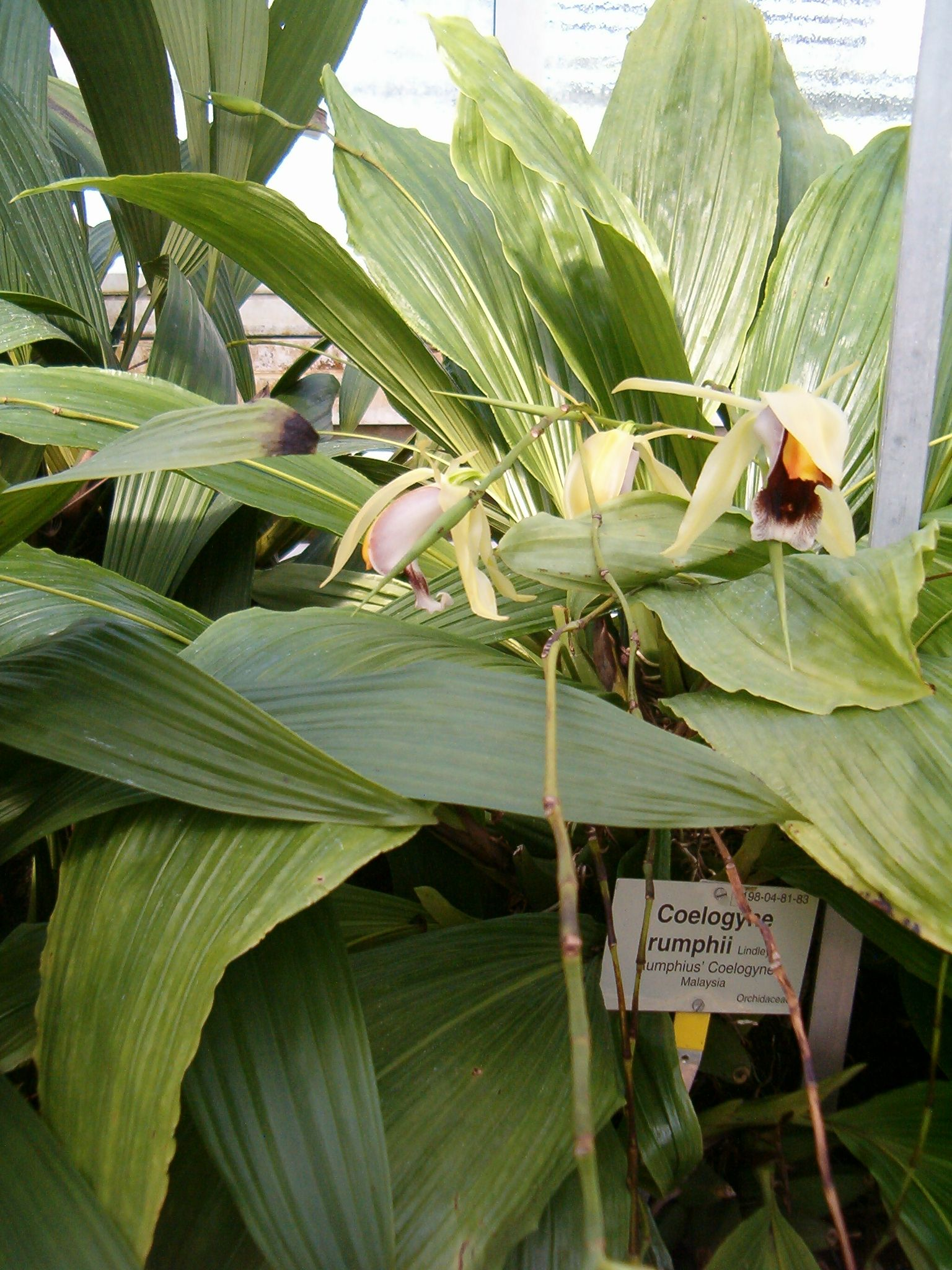
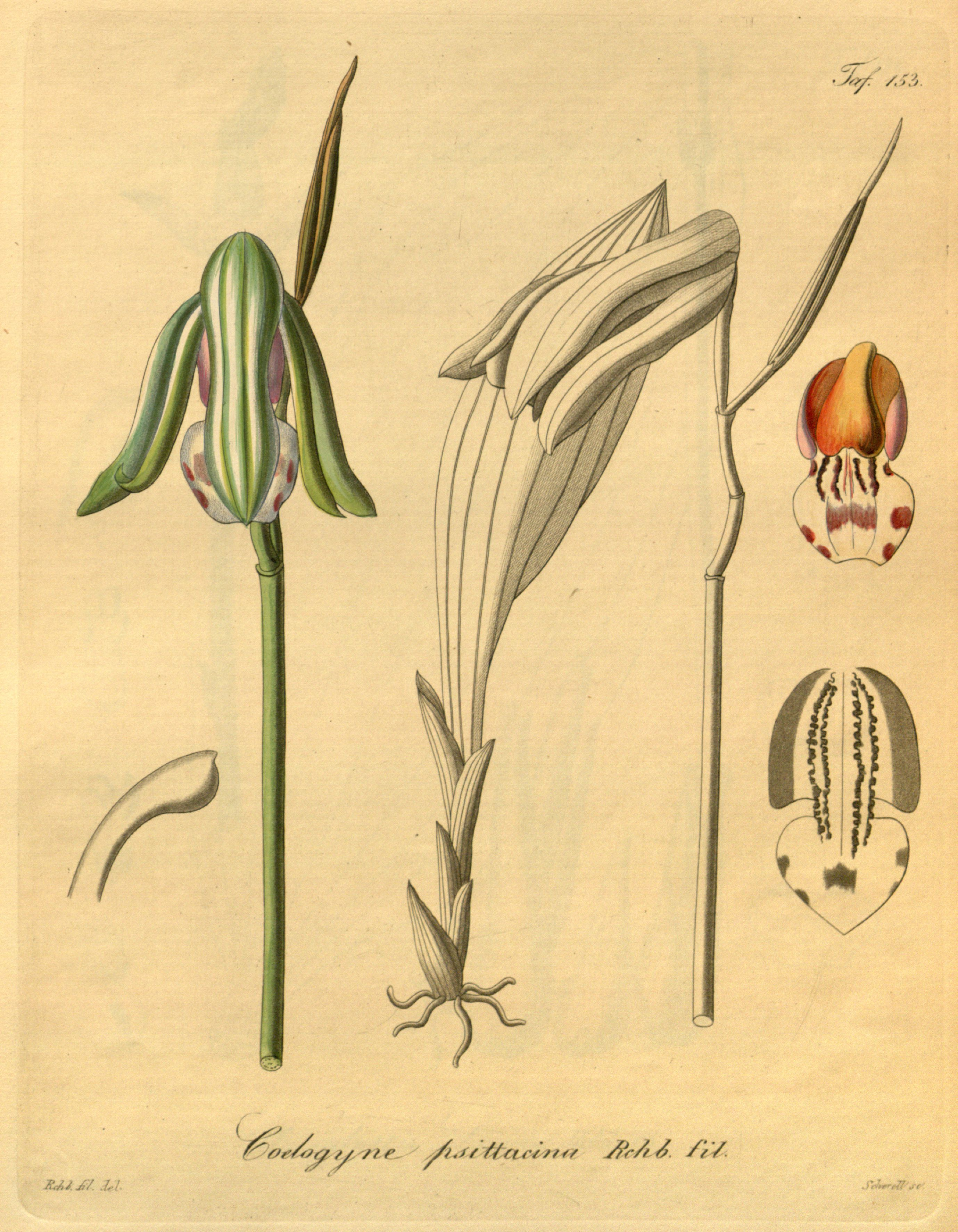